# Ascoviridae
Ascoviridae és una família de virions que consta d'un embolcall, un nucli, i una membrana interna lipídica associada amb la partícula internae. El seu nom deriva del grec askos (sac). La càpside vírica està embolcallada i mesura 130 nm de diàmetre, i 200-240 nm de llargada. Els virions tenen forma de bacil, ovoide.
El genoma no està segmentat i conté una molècula simple d'ADN bicatenari. Els ascovirus infecten principalment invertebrats.